# لیتون، لندن بزرگ
longitudeلیتون، لندن بزرگlatitudeلیتون، لندن بزرگ
لیتون، لندن بزرگ (به انگلیسی: Leyton) یک شهر در بریتانیا است که در انگلستان واقع شده‌است.